# Gentile di Sangro
Gentile di Sangro  (né à Naples en Campanie, Italie et mort à Gênes, en décembre 1385 ou le 11 janvier 1386) est un cardinal italien du XIVe siècle.

## Biographie
Gentile di Sangro est protonotaire apostolique. Il est nommé légat apostolique auprès du roi Charles III de Naples et est très ferme contre les sympathisants de l'antipape Clément VII.
Di Sangro est créé cardinal par le pape Urbain VI lors du consistoire du 18 septembre 1378. Il est l'auteur des traités  "Defensorium pro Urbano adversus Clementem", "Orationem gratulatoriam ad Carolum Regem" et "Acta Legationis". 
Avec les cardinaux Giovanni d'Amelia, Adam Easton, Ludovico Donato, Bartolomeo de Coturno et Marino Giudice, il conspire contre le pape Urbain VI. Ils sont arrêtés et il avouent leur culpabilité après de tortures. Les cardinaux, sauf Easton, sont exécutés à Gênes en décembre 1385 ou le 11 janvier 1386.